# Тер-Гевондян, Арам Наапетович
Арам Наапетович (Нагапетович) Тер-Гевондян (арм. Արամ Նահապետի Տեր-Ղևոնդյան, 24 июля 1928, Каир, Египет — 10 февраля 1988, Ереван, АрмССР) — советский филолог, историк-востоковед, арабист и арменист, переводчик. Доктор исторических наук (1977), профессор Института истории и Института востоковедения при АН АрмССР, а также Ереванского университета. Специализировался на изучении средневековых источников, а также взаимоотношений между Арменией и Арабским халифатом в Средние века. Один из основателей Института востоковедения при АН АрмССР. Один из авторов «Армянской советской энциклопедии» и «Истории армянского народа».

## Биография
Арам Наапетович Тер-Гевондян родился 24 июля 1928 года в Каире, столице королевства Египет, в семье армянских мигрантов. Его родители бежали из родного Кахраманмараша в Турции, спасаясь от геноцида. В конце 1940-х годов семья решила вернуться на историческую родину, в Армению. Там Арам поступил в Ереванский государственный университет на филологический факультет, обучаясь восточным языкам. Окончив его в 1952 году, Тер-Гевондян поступил на работу на факультет востоковедения Ленинградского университета, где познакомился с историками Рачией Ачаряном и Иосифом Орбели. Со вторым из них у него сложились тёплые и дружественные отношения. В 1958 году именно под его руководством Арам Наапетович защитил кандидатскую диссертацию на тему «Двинский эмират с IX по XI век».
Как учёный, свободно владевший арабским языком, Тер-Гевондян занимался в основном историей арабских эмиратов на территории Армении, а также историей Арабского халифата и взаимоотношениями между ним и армянскими государствами. В 1958 году он покинул Ленинград и вернулся в Ереван, где работал в Институте истории при Академии наук АрмССР. Его основными интересами были филология, историография и источниковедение средневековых арабских государств. В 1965 году Арам Наапетович выпустил свою первую значимую работу, получившую название «Арабские эмираты в Багратидской Армении» (арм. Արաբական ամիրայությունները Բագրատունյաց Հայաստանում), которая описывала малоизученную тему отношений Армянского царства и Арабского халифата. В 1976 книга вышла на английском языке в Лиссабоне. Позже, в 2003 году Алек Кешинян перевёл работу и на арабский язык. Она получила высокие оценки исследователей Армении и Арабского халифата по всему миру и была признана уникальным и очень важным источником информации для историков. В дальнейшем Тер-Гевондян продолжил активное изучение этой темы. В 1977 году он защитил докторскую диссертацию об отношениях между армянами и Арабским халифатом, после чего был повышен до профессора истории в Институте истории АН АрмССР. В том же 1977 году диссертация была переработана и издана на русском языке в виде монографии «Армения и Арабский халифат». Арам Наапетович изучал также арабскую лексику и филологию, в особенности отражение в ней Армении. В частности, среди его публикаций — «Отголоски мифа „Ара и Шамирам“ у арабского историка Масуди».
По словам арменистов Н. Г. Гарсоян и Жан-Пьера Маэ, в 1981 году благодаря усилиям Тер-Гевондяна при Армянской академии наук был создан Институт востоковедения, в котором он был назначен профессором и первым заведующим кафедрой по изучению первоисточников. Арам Наапетович продолжил свою работу и в том же году закончил перевод книги арабского летописца XIII века Ибн аль-Асира. Данная работа велась в рамках инициированной АН АрмССР кампании по переводу исторических источников об Армении с родного языка их авторов на современный армянский. Перу Тер-Гевондяна также принадлежат переводы с классического армянского на современный трудов двух армянских историков — Гевонда (конец VIII века) и Агатангелоса (V век). В 1983 году Арам Наапетович уволился из Института востоковедения и перешёл на работу в Ереванский государственный университет, где занимал должность профессора и читал курсы «Древняя и средневековая история арабского мира» и «Введение в арабскую филологию». Кроме этого он также председательствовал на всесоюзных конференциях востоковедов и арабистов.
Арам Тер-Гевондян скончался в 1988 году, когда некоторые его оконченные или почти оконченные произведения ещё не были изданы. В 1996 году его коллеги опубликовали монографию «Армения в VI—VIII веках» (арм. Հայաստանը VI-VIII դարերում). Из под пера учёного также вышло большое количество статей для «Армянской советской энциклопедии», научных журналов (включая Revue des Études Arméniennes), а также глав во втором и третьем томах «Истории армянского народа» (1976 и 1984 года). Сын Арама Наапетовича, Ваан Арамович — тоже историк.